# First Certificate in English
First Certificate in English, zkráceně FCE, je zkouška z angličtiny patřící do skupiny Cambridge ESOL zkoušek. Tyto zkoušky jsou uznávány prakticky na všech univerzitách v evropských zemích, stejně jako většinou zaměstnavatelů vznášejících nárok na jazykové vzdělání.

## Obecné údaje
- Úroveň znalostí: B2 (podle Rady Evropy) – středně pokročilý (stupeň má také název Vantage - „Rozhled“)
- Pořadatelé v ČR: akcent International House Prague, Britská rada (British council), Cambridge Exam Centre P.A.R.K. Brno, Cambridge Exams Center s.r.o., Cloverleaf Cambridge ESOL Examination Centre, Jazyková škola Eufrat, Evropské centrum jazykových zkoušek, Jazyková škola Evropské vzdělávací centrum, Jazyková škola Hello, Jazyková škola s právem státní jazykové zkoušky hlavního města Prahy, Lingua Centrum jazyková škola, Metropolitní univerzita Praha, UHK FIM IDV, Vysoká škola ekonomická v Praze. [nedostupný zdroj]
- Zkušební místa: Praha, Brno, Ostrava, Plzeň, Olomouc, České Budějovice, Hradec Králové, Pardubice, Frýdek Místek, Jihlava, Zlín, Orlová. [nedostupný zdroj]
- Složení zkoušky: 5 částí – Reading, Use of English (první 2 části jsou spojeny do jedné), Writing, Listening, Speaking
- Podmínky: každá část je hodnocena max. 40 body. Skládající musí získat alespoň 60 % z celkového počtu 200 bodů, přitom nezáleží, kolik získá z jednotlivých částí. Chyby se vždy odečítají právě od 40 bodů.
- Úrovně: podle počtu dosažených bodů se dále hodnotí stupeň úspěšnosti, kde A je nejlepší výsledek (více než 80 %), B 75–79 %, C 60–74 %. Existuje i několik stupňů znamenajících nesložení zkoušky, zejména D (těsně neprošel) a E (neprošel).

## Části

### Reading
- Vyhrazená doba: 1 hodina 15 minut (společně s Use of English)

Tato část testuje schopnost uchazeče porozumět danému textu. Ve cvičeních jsou otázky na text s výběrem, doplňování vět do textu a přiřazování charakteristik k různým textům
- První část: 8 otázek, u každé výběr jedné ze čtyř odpovědí
- Druhá část: 7 otázek, u každé doplnění odpovědi do prázdného políčka
- Třetí část: 15 otázek, u každé nalezení správné části textu

### Writing
- Vyhrazená doba: 1 hodina 20 minut

Testuje schopnosti uchazeče vyjádřit se písemně na zadané téma.
- První část: esej v rozsahu 140–190 slov.
- Druhá část: výběr ze tří témat a slohových útvarů (dopis, článek, zpráva, esej nebo recenze) v rozsahu 140 -190 slov. Hodnotí se slovní zásoba, interpunkce, návaznost textu atd.

### Use of English
- Vyhrazená doba: 1 hodina 15 minut (společně s Reading)

Vyžaduje po uchazeči, aby prokázal svou schopnost používat anglický jazyk v rozličných úkolech. V této části jsou cvičení na doplnění vhodných slov (z výběru i bez), změnění větné konstrukce s použitím zadaného slova a tvarování zadaných slov, aby pasovala do textu.
- První část: 12 vět, u každé musíte doplnit správné slovo, máte na výběr ze 4 odpovědí
- Druhá část: 12 vět, u každé musíte doplnit správné slovo
- Třetí část: text s 10 prázdnými políčky, do každého musíte doplnit správný tvar slova uvedeného za políčkem
- Čtvrtá část: 8 vět, musíte doplnit další větu, aby znamenala to samé

### Listening
- Vyhrazená doba: 40 minut

Zjišťuje se, zda je uchazeč schopen porozumět mluvenému slovu. Při poslechu zaškrtává uchazeč odpovědi na zadané otázky, doplňuje slova, vybírá téma poslechu apod.
- První část: 8 třicetisekundových poslechů, u každého otázka se třemi možnostmi
- Druhá část: asi tříminutový monolog, doplňte informacemi z poslechu 10 vět
- Třetí část: 5 třicetisekundových poslechů, ke každému vyberte větu, která se mu nejvíce podobá
- Čtvrtá část: Asi tříminutový monolog, doplňte informacemi z poslechu 7 vět, máte na výběr ze 3 možností

### Speaking
- Vyhrazená doba: 14 minut pro oba kandidáty dohromady

Tato část testuje, zda je uchazeč schopen vyjadřovat se plynule na běžná hovorová témata, zda dokáže rozvinout rozhovor, vyjádřit myšlenku. Budete ji provádět s dalším kandidátem. Hodnotí se pohotovost, slovní zásoba, výslovnost…
- První část: 3 minuty, odpovídejte na otázky zkoušejícího
- Druhá část: 1 minuta pro každého, bez přestání popisujte dvě fotografie a odpovídejte na uvedené otázky
- Třetí část: 3 minuty, konverzace s dalším kandidátem, dohodněte se s ním
- Čtvrtá část: 4 minuty, hlubší konverzace, pokračování části 3

## Další zkoušky Cambridge ESOL
- KET – Key English Test – úroveň A2
- PET – Preliminary English Test – úroveň B1
- FCE – First Certificate in English – úroveň B2
- CAE – Certificate in Advanced English – úroveň C1
- CPE –Certificate of Proficiency in English – úroveň C2